# Rudolf Kostecki
Rudolf Antoni Kostecki (ur. 25 stycznia 1894 w Zborowie, zm. ?) – podpułkownik broni pancernych Wojska Polskiego, kawaler Orderu Virtuti Militari.

## Życiorys
Urodził się 25 stycznia 1894 w Zborowie, w ówczesnym powiecie złoczowskim Królestwa Galicji i Lodomerii, w rodzinie Leona i Józefy z Wawrzynieckich. Został oficerem c. k. Obrony Krajowej, służąc jako chorąży w szeregach pułku piechoty Obrony Krajowej nr 32 (w 1917 roku przemianowanym na pułk strzelców nr 32) podczas I wojny światowej. Wiosną 1917 roku został mianowany podporucznikiem rezerwy Obrony Krajowej ze starszeństwem z 1 stycznia 1916 roku. U schyłku wojny działał w konspiracyjnej organizacji „Wolność”.
Wstąpił do Wojska Polskiego w listopadzie 1918. Brał udział w wojnie polsko-ukraińskiej i wojnie polsko-bolszewickiej w stopniu kapitana w szeregach 2 pułku strzelców podhalańskich, za co otrzymał Krzyż Srebrny Orderu Wojennego Virtuti Militari.
3 maja 1922 roku został zweryfikowany w stopniu kapitana ze starszeństwem z dniem 1 czerwca 1919 roku w korpusie oficerów piechoty. W 1923 roku pełnił służbę w dowództwie 2 Dywizji Górskiej w Przemyślu na stanowisku oficera sztabu dowódcy piechoty dywizyjnej, pozostając oficerem nadetatowym 2 pułku strzelców podhalańskich w Sanoku. Został awansowany do stopnia majora piechoty ze starszeństwem z dniem 15 sierpnia 1924. Z dniem 1 lutego 1925 został przydzielony do Oddziału Wyszkolenia Sztabu Dowództwa Okręgu Korpusu Nr X w Przemyślu na stanowisko kierownika referatu. W 1928 roku był kwatermistrzem w 1 pułku czołgów w Poznaniu. Z dniem 1 lipca 1931 roku został przeniesiony z byłego II batalionu 1 pułku czołgów w Żurawicy do 2 pułku pancernego w tym samym garnizonie. W 1932 roku był dowódcą batalionu w 2 pułku pancernym w Żurawicy. 17 stycznia 1933 roku został awansowany na stopień podpułkownika ze starszeństwem z dniem 1 stycznia 1933 roku i 8. lokatą w korpusie oficerów piechoty. 7 czerwca 1934 roku, po rozformowaniu 2 pułku pancernego, został przeniesiony do 3 batalionu czołgów i samochodów pancernych w Warszawie na stanowisko dowódcy. 22 grudnia 1934 roku został przeniesiony do 1 batalionu czołgów i samochodów pancernych w Poznaniu na stanowisko dowódcy batalionu. W następnym roku dowodzona przez niego jednostka została przeformowana w 1 batalion pancerny. Batalionem dowodził do mobilizacji w sierpniu 1939. W międzyczasie został przeniesiony do korpusu oficerów broni pancernych, grupa liniowa. W Poznaniu pełnił funkcję prezesa Automobilklubu Wielkopolskiego.
W kampanii wrześniowej walczył na stanowisku dowódcy Ośrodka Zapasowego Broni Pancernych typ II nr 2 w Lublinie. 18 września 1939 przekroczył granicę z Rumunią, gdzie został internowany, a w 1941 przekazany Niemcom. 14 marca 1941 przybył do Oflagu VI E Dorsten, a 17 września 1942 został przeniesiony do Oflagu VI B Dössel . Po uwolnieniu z niewoli wrócił do Polski i został zarejestrowany w jednej z rejonowych komend uzupełnień.

## Ordery i odznaczenia
- Krzyż Srebrny Orderu Virtuti Militari
- Krzyż Walecznych dwukrotnie[18]
- Złoty Krzyż Zasługi (19 marca 1937)[24][25]
- Medal Niepodległości (24 października 1931)[26]
- Signum Laudis Brązowy Medal Zasługi Wojskowej z mieczami na wstążce Krzyża Zasługi Wojskowej (Austro-Węgry)[27]
- Srebrny Medal Waleczności 1 klasy (Austro-Węgry)[27]
- Srebrny Medal Waleczności 2 klasy (Austro-Węgry)[27]

4 kwietnia 1938 Komitet Krzyża i Medalu Niepodległości ponownie rozpatrzył jego wniosek. lecz Krzyża Niepodległości mu nie przyznał.